# Phorbia pectiniforceps
Phorbia pectiniforceps este o specie de muște din genul Phorbia, familia Anthomyiidae, descrisă de Fan, Wang și Yang în anul 1990.
Este endemică în Sichuan. Conform Catalogue of Life specia Phorbia pectiniforceps nu are subspecii cunoscute.